# Tayshaneta sandersi
Espèce
Tayshaneta sandersi est une espèce d'araignées aranéomorphes de la famille des Leptonetidae.

## Distribution
Cette espèce est endémique du Texas aux États-Unis. Elle se rencontre dans les grottes District Park Cave, Slaughter Creek Cave et Whirlpool Cave dans le comté de Travis.

## Description
La femelle holotype mesure 1,2 mm.

## Étymologie
Cette espèce est nommée en l'honneur de Mark Sanders.

## Publication originale
- Ledford, Paquin, Cokendolpher, Campbell & Griswold, 2012 : Systematics, conservation and morphology of the spider genus Tayshaneta (Araneae, Leptonetidae) in central Texas caves. ZooKeys, no 167, p. 1-102 (texte intégral).